# Morellia pectinipes
Morellia pectinipes är en tvåvingeart som beskrevs av Fritz Isidore van Emden 1965. Morellia pectinipes ingår i släktet Morellia och familjen husflugor. Inga underarter finns listade i Catalogue of Life.